# Bukowina Bobrzańska
Bukowina Bobrzańska (do 1945 niem. Buchwald b. Sagan) – wieś w Polsce, położona w województwie lubuskim, w powiecie żagańskim, w gminie Żagań.
W latach 1975–1998 wieś administracyjnie należała do województwa zielonogórskiego. 
Obecna nazwa została administracyjnie zatwierdzona 12 listopada 1946.
Według danych z 1 stycznia 2011 wieś liczyła 382 mieszkańców. 

## Integralne części wsi
| SIMC    | Nazwa                     | Rodzaj    |
| ------- | ------------------------- | --------- |
| 0917589 | Bukowina Bobrzańska Dolna | część wsi |
| 0917595 | Bukowina Bobrzańska Górna | część wsi |
| 0917603 | Wilczyce                  | część wsi |

## Zabytki
Do wojewódzkiego rejestru zabytków wpisane są:
- kościół filialny pod wezwaniem Matki Bożej Różańcowej należący do parafii Małomice, z XIV wieku, XIX wieku
- skrzydło pałacu, barokowe z lat 1730-40, w końcu XIX wieku.